# Гадсунн
Гадсунн (іноді Гадсунд, дан. Hadsund) — місто в Данії. Населення міста — 4 974 осіб (2022). Місто є домом для низки компаній, серед яких DAVA Foods, Nilfisk та Bodylab.

## Історія

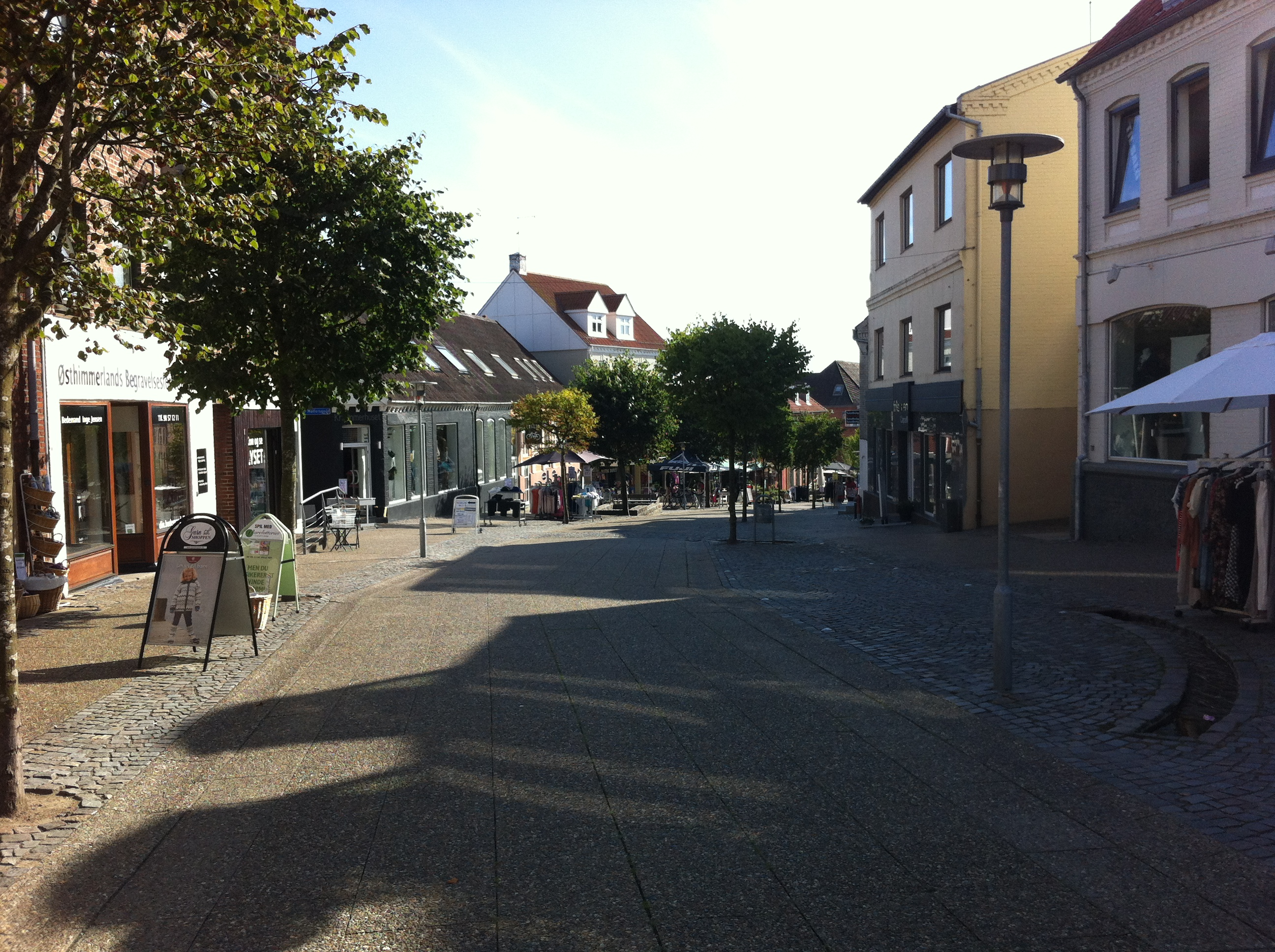
Одна з вулиць Гадсунна

Місто отримало підвищені привілеї як торговельний центр 1 грудня 1854 року (тоді це був офіційний день народження міста), але так і не отримало де-факто права ринкового міста. Воно було засноване у 1854 році, коли отримало handelspladsprivilegier (привілеї на торгові площі). До цього він здебільшого складався з поромного терміналу з дозволом проводити ринки по обидва боки фіорду. 
У 1861 році в Гадсунні було засновано комерційний порт. У 1883 році було встановлено залізничне сполучення з Рандерсом, а в 1900 році — ще одне сполучення з Ольборгом. У місті було дві залізничні станції, Північна станція Гадсунн і Південна станція Гадсунн, які були закриті разом із залізницею в 1969 році.
У 1904 році був побудований залізничний міст через Маріагер-фіорд, що полегшило доступ до внутрішніх районів на південь від затоки. Сьогодні міський міст через фіорд робить місто помітним.
1920 року в місті було збудовано Старий Маскінснедкері.
З 1990 року Storegade є пішохідною зоною міста. Вулиця була частиною головної автомагістралі між Гобро та Ольборгом, доки її не реконструювали у 1970 році.

## Освіта
У Гадсунні розташовано кілька навчальних закладів, серед яких Технічний коледж Маріагерфіорд, VUC Гадсунн, Школа Гадсунн і Гадсуннське виробниче училище у сфері професійно-технічної освіти. У місті також є широкий вибір супермаркетів і спеціалізованих магазинів, враховуючи скромне населення міста, наприклад, єдиний критий торговий центр у Гіммерланді: Hadsund Butikscenter.

## Пам'ятки
У західній частині великого міста Гадсунн є найстаріший вітряк на півночі Ютландії — Havnø Mølle — побудований 1842 року і який працював приблизно до 1927 року.